# Calea ferată (pictură de Manet)
Calea ferată, mai cunoscută și sub numele Gara Saint-Lazare, este o pictură în ulei pe pânză din 1873 a pictorului francez Édouard Manet. Este ultimul tablou realizat de Manet cu modelul său preferat, pictorița Victorine Meurent, care a fost și modelul pentru lucrările sale anterioare Olympia și Prânzul la iarbă verde. A fost expusă la Salonul de la Paris în 1874 și a fost donată National Gallery of Art din Washington, D.C., în 1956.

## Descriere
Meurent este prezentată așezat în partea stângă a cadrului, în fața unui gard de fier de lângă Gara Saint-Lazare din Paris. Subiectul gânditor poartă o pălărie întunecată și o rochie albastră profund sumbre, cu detalii albe, și se uită spre privitor, în timp ce un cățel adormit, un evantai și o carte deschisă se odihnesc în poală. Lângă ea se află o fetiță, al cărei model a fost fiica vecinului lui Manet, Alphonse Hirsch, un personaj contrastant, care poartă o rochie albă cu o fundă mare albastră, stând cu spatele la privitor, urmărind printre balustrade când trece un tren pe sub ele. Banda neagră din părul fetei face referire la banda neagră din jurul gâtului femeii. În loc să aleagă viziunea naturală tradițională ca fundal pentru o scenă în aer liber, Manet a optat pentru grilajul de fier care „se întinde cu îndrăzneală pe pânză” (Gay 106). Singura dovadă a prezenței trenului este norul său alb de aburi. Clădiri de apartamente moderne pot fi văzute în fundal - inclusiv casa de pe Rue de Saint-Pétersbourg, lângă Place de l'Europe, unde Manet închiriase o garsonieră din iulie 1872 - și, de asemenea, o casetă de semnalizare și Pont de l'Europe.
Aranjamentul comprimă prim-planul într-o focalizare îngustă, separată de fundal de rândul de balustrade. Convenția tradițională a spațiului adânc este ignorată. Așezate pe un parapet din dreapta picturii este o grămadă de struguri, indicând probabil că pictura a fost realizată în timpul toamnei. Câinele poate fi o referire la Venus de Urbino a lui Titian; Manet a rezonat cu opera lui Titian în pictura Olympia.

## Recepție
Istoricul Isabelle Dervaux a descris recepția pe care a primit-o acest tablou atunci când a fost expusă pentru prima dată la Salonul oficial de la Paris din 1874: „Vizitatorii și criticii au găsit că subiectul este derutant, compoziția sa incoerentă și execuția sa schițată. Caricaturiștii au ridiculizat pictura lui Manet, în care doar un puțini au recunoscut simbolul modernității care a devenit astăzi”.
La scurt timp după finalizarea acestuia, tabloul a fost vândut baritonului Jean-Baptiste Faure. Acesta a fost vândut în 1881 pentru 5.400 de franci comerciantului de artă Paul Durand-Ruel, care i-a dat mai multe nume: Copil privind calea ferată, Pont de l'Europe sau La Gara St. Lazare. Acesta a fost vândut la 31 decembrie 1898 pentru 100.000 de franci americanului Henry Osborne Havemeyer. Soția sa Louisine Havemeyer a lăsat 2.000 de lucrări Metropolitan Museum of Art din New York la moartea sa în 1929, dar a împărțit o mică colecție, inclusiv Calea ferată, între cei trei copii ai săi. Tabloul a fost donat National Gallery of Art din Washington, D.C., în 1956, la moartea fiului ei, Horace Havemeyer.